# Agatha (película)
Agatha es una película de 1979 que fue nominada a un Óscar al mejor vestuario.

## Argumento
La famosa escritora de novelas policíacas Agatha Christie desapareció de forma misteriosa durante once días en el año 1926. Sobre esta realidad la película desarrolla una historia que comienza con la petición de divorcio que le hace a Agatha Christie (Vanessa Redgrave) a su marido Archibald (Timothy Dalton). Viendo su matrimonio arruinado, Agatha se refugia en un balneario sin dejar sus señas. Todo el país la busca, ya que se trata de un personaje famoso y querido. Al final será un periodista americano (Dustin Hoffman) quien la encuentre y la ayude a superar las contrariedades.

## Reparto
| Actor            | Personaje              |
| ---------------- | ---------------------- |
| Vanessa Redgrave | Agatha Christie        |
| Dustin Hoffman   | Wally Stanton          |
| Timothy Dalton   | Archie Christie        |
| Helen Morse      | Evelyn Crawley         |
| Celia Gregory    | Nancy Neele            |
| Paul Brooke      | John Foster            |
| Carolyn Pickles  | Charlotte Fisher       |
| Timothy West     | Kenward                |
| Tony Britton     | William Collins        |
| Alan Badel       | Lord Brackenbury       |
| Robert Longden   | Pettelson              |
| Donald Nithsdale | Tío Jones              |
| Yvonne Gilan     | Sra. Braithwaite       |
| Sandra Voe       | Terapista              |
| Barry Hart       | Supt. MacDonald        |
| David Hargreaves | Sgt. Jarvis            |
| Tim Seely        | Capt. Rankin           |
| Jill Summers     | Tía de Nancy           |
| Chris Fairbank   | Luland                 |
| Liz Smith        | Flora                  |
| Peter Arne       | Administrador de Hotel |

- Datos: Q542430